# Білозорина
Білозо́рина — село Надвірнянського району Івано-Франківської області. Входить до Пасічнянської сільської громади. 
В селі є загальноосвітня школа I-II ступенів, бібліотека, фельдшерсько-акушерський пункт на 2 кабінети та 2 магазини. 
На території села зареєстрована греко-католицька церква «Вознесіння Господа Ісуса Христа», парох — отець Богдан Михайлина.
Селяни доглядають могили героїв-повстанців.

## Відомі люди
Гунда Андрій Олексійович - сільський голова Пасічнянської ОТГ з 2020 року.